# پارک کانن
پارک الیزابت کانن (زاده ۶ ژوئن ۱۹۹۱) یک سیاستمدار آمریکایی اهل ایالت جورجیا است. او عضو مجلس نمایندگان جورجیا، نماینده منطقه ۵۸، و عضو حزب دموکرات است.
کانن در آلبانی، جورجیا به دنیا آمد، جایی که پدرش به عنوان افسر درجه دار در تفنگداران دریایی ایالات متحده مستقر بود. مادرش نماینده داروسازی بود و پس از طلاق والدینش، مادر کانن خانواده را به بروکلین، نیویورک نقل مکان کرد.